# Братья Каудзите

Рейнис и Матис Каудзите

Братья Ка́удзите — латышские писатели и учителя, уроженцы Лифляндии, сотрудники рижской и латышской газет:
Ре́йнис Ка́удзите (Рейнгольд Каудзите, латыш. Reinis Kaudzīte, псевдоним Р. Видземниекс; 30 апреля (12 мая) 1839, Вецпиебалгская волость — 21 августа 1920, там же).
Ма́тис Ка́удзите (Матвей Каудзите, латыш. Matīs Kaudzīte, псевдоним Калниниекс; 6 [18] августа 1848, Вецпиебалгская волость — 8 ноября 1926, там же).

С 1868 года братья Каудзите были народными учителями в Вецпиебалге. Известны своим оригинальным романом «Mērnieku laiki» («Времена землемеров»; 1879), переведённым на русский и немецкий языки, а также учебниками по латышской орфографии и грамматике, всеобщей истории и географии. Матис Каудзите перевёл на латышский язык несколько стихотворений Пушкина и Лермонтова.
По роману «Времена землемеров» в 1968 году был снят одноимённый фильм.